# 주샌프란시스코 대한민국 총영사관
주샌프란시스코 대한민국 총영사관(영어: Consulate General of the Republic of Korea in San Francisco)은 대한민국 정부가 미국 샌프란시스코에 설치한 총영사관이다. 현임 총영사는 임정택 총영사이다.

## 연혁
- 1949년 6월 4일 : 주샌프란시스코 대한민국 영사관 개관
- 1950년 9월 15일 : 주샌프란시스코 대한민국 총영사관 승격
- 1953년 6월 5일 : 현 공관 청사 매입 (3500 Clay St.)
- 1980년 6월 16일 : 현 총영사관저 매입 (2950 Lake St.)
- 2009년 12월 31일 : 현 총영사관저 개보수 공사 완료후 이전
- 2011년 11월 7일 : 임시 청사로 이전 (711 Van Ness Ave.)
- 2012년 11월 19일 : 현 청사 개보수 공사 완료후 이전

## 역대 공관장
역대 주 샌프란시스코 대한민국 공관장 목록:531
- 초대 영사/총영사 : 주영한 (朱榮翰, 1949년 6월 ~ 1960년 5월)[A]
- 2대 총영사 : 조원석 (曺元錫, 1960년 5월 ~ 1960년 11월)
- 3대 총영사 : 강원길 (康元吉, 1960년 11월 ~ 1961년 5월)
- 4대 총영사 : 이일우 (李一雨, 1961년 5월 ~ 1962년 9월)
- 5대 총영사 : 백인한 (白寅漢, 1962년 10월 ~ 1965년 2월)
- 6대 총영사 : 정도순 (鄭度淳, 1965년 2월 ~ 1969년 12월)
- 7대 총영사 : 소상영 (蘇尙永, 1969년 12월 ~ 1972년 5월)
- 8대 총영사 : 윤찬 (尹燦, 1972년 5월 ~ 1976년 1월)
- 9대 총영사 : 신동원 (申東元, 1976년 2월 ~ 1978년 6월)
- 10대 총영사 : 신정섭 (申貞燮, 1978년 6월 ~ 1981년 9월)
- 11대 총영사 : 노영찬 (盧永璨, 1981년 9월 ~ 1982년 5월)
- 12대 총영사 : 소진철 (蘇鎭轍, 1982년 5월 ~ 1984년 3월)
- 13대 총영사 : 문기열 (文基烈, 1984년 3월 ~ 1986년 9월)
- 14대 총영사 : 현희강 (玄熙剛, 1986년 9월 ~ 1990년 3월)
- 15대 총영사 : 박춘범 (朴春範, 1990년 3월 ~ 1993년 3월)
- 16대 총영사 : 이정하 (李正夏, 1993년 4월 ~ 1996년 3월)
- 17대 총영사 : 허리훈 (許利勳, 1996년 3월 ~ 1999년 3월)
- 18대 총영사 : 유태현 (柳泰鉉, 1999년 3월 ~ 2002년 3월)
- 19대 총영사 : 김종훈 (金宗壎, 2002년 3월 ~ 2004년 8월)
- 20대 총영사 : 정상기 (丁相基, 2004년 8월 ~ 2007년 3월)
- 21대 총영사 : 구본우 (具本友, 2007년 4월 ~ 2010년 3월)
- 22대 총영사 : 이정관 (李廷觀, 2010년 3월 ~ 2013년 4월)
- 23대 총영사 : 한동만 (韓東萬, 2013년 5월 ~ 2016년 4월)
- 24대 총영사 : 신재현 (申載鉉, 2016년 4월 ~ 2017년 8월)
- 25대 총영사 : 박준용 (朴俊勇, 2017년 12월 ~ 2020년 11월)
- 26대 총영사 : 윤상수 (尹相秀, 2020년 11월 ~ 2024년 1월)
- 27대 총영사 : 임정택 (林貞澤, 2024년 1월 ~ )

### 명예 총영사
- 유타주 : Mr. Robert E. Mansfield
- 콜로라도주 : Mr. Michael Song

## 근무 시간
- 매주 월요일 ~ 금요일 : 오전 9시 ~ 12시, 오후 1시 ~ 5시

## 휴무일
- 매주 토요일, 일요일
- 대한민국의 공휴일 중 3·1절, 광복절, 개천절, 한글날
- 주재국인 미국의 공휴일

## 주소
- 3500 Clay Street, San Francisco, CA 94118

## 같이 보기

### 일반 주제
- 한미 관계
- 주미국 대한민국 대사관
- 대한민국의 재외공관 목록

### 미국에 설치된 다른 대한민국 영사관들
- 주로스앤젤레스 대한민국 총영사관
- 주뉴욕 대한민국 총영사관
- 주호놀룰루 대한민국 총영사관
- 주시카고 대한민국 총영사관
- 주휴스턴 대한민국 총영사관
- 주애틀랜타 대한민국 총영사관
- 주시애틀 대한민국 총영사관
- 주보스턴 대한민국 총영사관

### 샌프란시스코에 설치한 다른 영사관
- 주샌프란시스코 일본 총영사관